# MS Jan Heweliusz
 (avril 2024).
Le Jan Heweliusz est un ferry polonais construit en 1977 par les chantiers navals Trosvik Verksted A/S de Brevik, en Norvège. Son nom rend hommage à l’astronome polonais Johannes Hevelius. Mis en service en juillet 1977 par la compagnie Polish Ocean Lines, il assure la liaison entre les ports d’Ystad et de Świnoujście.
Il chavire puis coule au cours d’une tempête dans la nuit du 13 au 14 janvier 1993 au large du Cap Arkona, alors qu’il assure sa traversée habituelle. La catastrophe coûte la vie à 55 des 64 personnes présentes à bord, faisant du naufrage la plus grande catastrophe maritime en temps de paix impliquant un navire polonais.

## Histoire
Le Jan Heweliusz est un ferry polonais construit en 1977 par les chantiers navals Trosvik Verksted A/S de Brevik, en Norvège. Son nom rend hommage à l’astronome polonais Johannes Hevelius. Mis en service en juillet 1977 par la compagnie Polish Ocean Lines, il assure la liaison entre les ports d’Ystad et de Świnoujście.
Sa carrière est marquée par de nombreux incidents, dont le premier intervient dès le mois suivant sa mise en service, en août 1977, lorsque le ferry heurte le quai dans le port d’Ystad. En mars 1978, un mauvais chargement le fait gîter de 45 degrés, qui peut être rattraper de justesse pour éviter un chavirage. Décembre 1981 est marqué par une collision de la rampe arrière au moment de l’amarrage, puis une panne moteur en mer se produit en mars 1982.

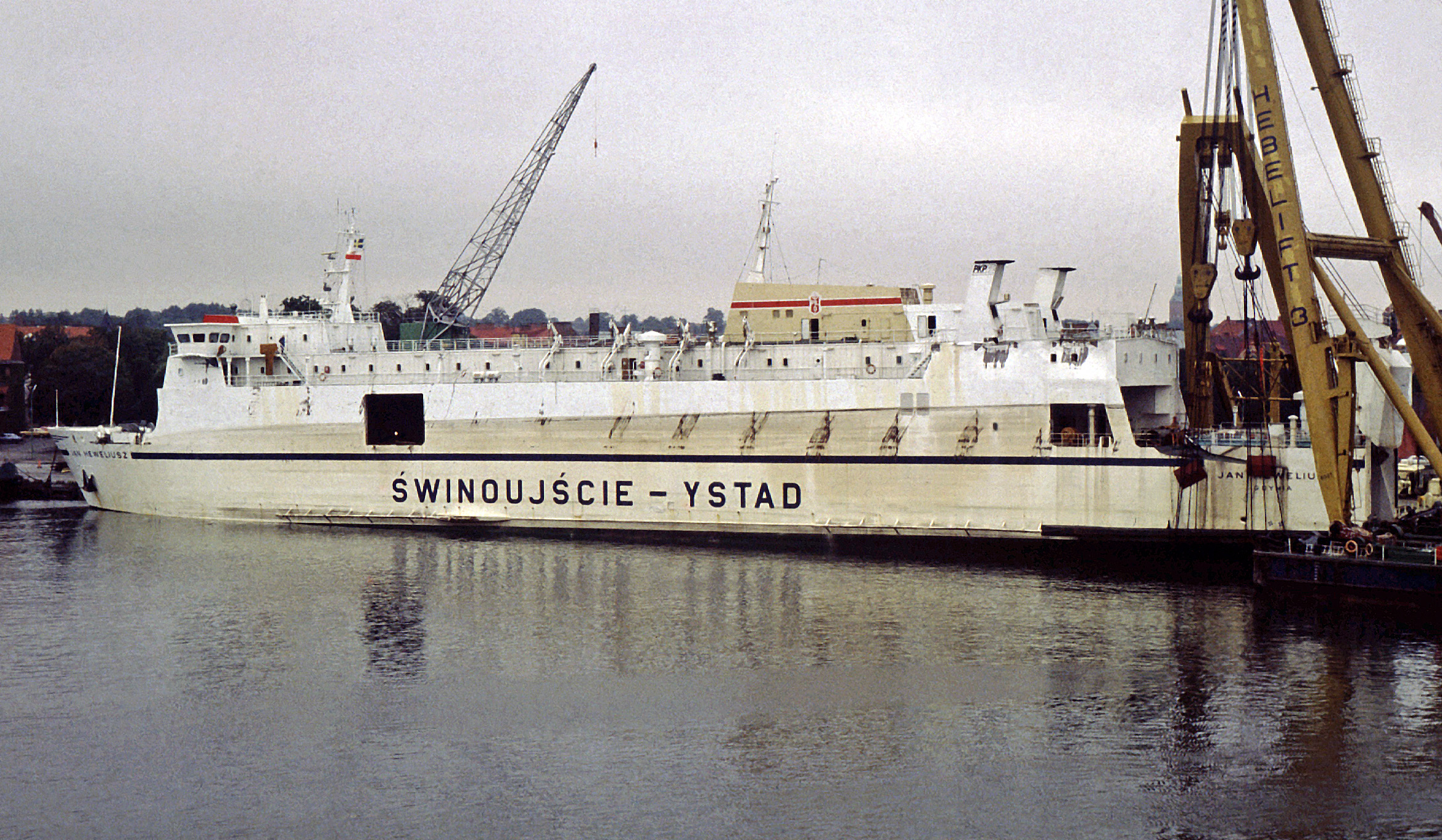
Le Jan Heweliusz en cours de renflouement après son chavirage dans le port d’Ystad.

Le 19 août 1982, alors que le navire embarque des wagons chargés de ciment dans le port d’Ystad, il se met à gîter dangereusement. Les tentatives pour le redresser ne marchent pas et le navire chavire sur son flanc gauche contre le quai. 3 membres d’équipage sont blessés dans l’incident. Renfloué, le navire est réparé et remis en service en novembre suivant. Deux jours après son retour sur la ligne, il heurte la jetée d’Ystad.
Le 23 janvier 1983, deux camions mal arrimés se couche à bord du navire. En août 1986, c’est un incendie qui détruit un camion à bord. Il se propage à 5 autres véhicules, imposant une évacuation partielle du ferry. Janvier 1987 sera son dernier accident avant le naufrage, lorsqu’il heurte une vedette des douanes dans le port d’Ystad.

## Naufrage

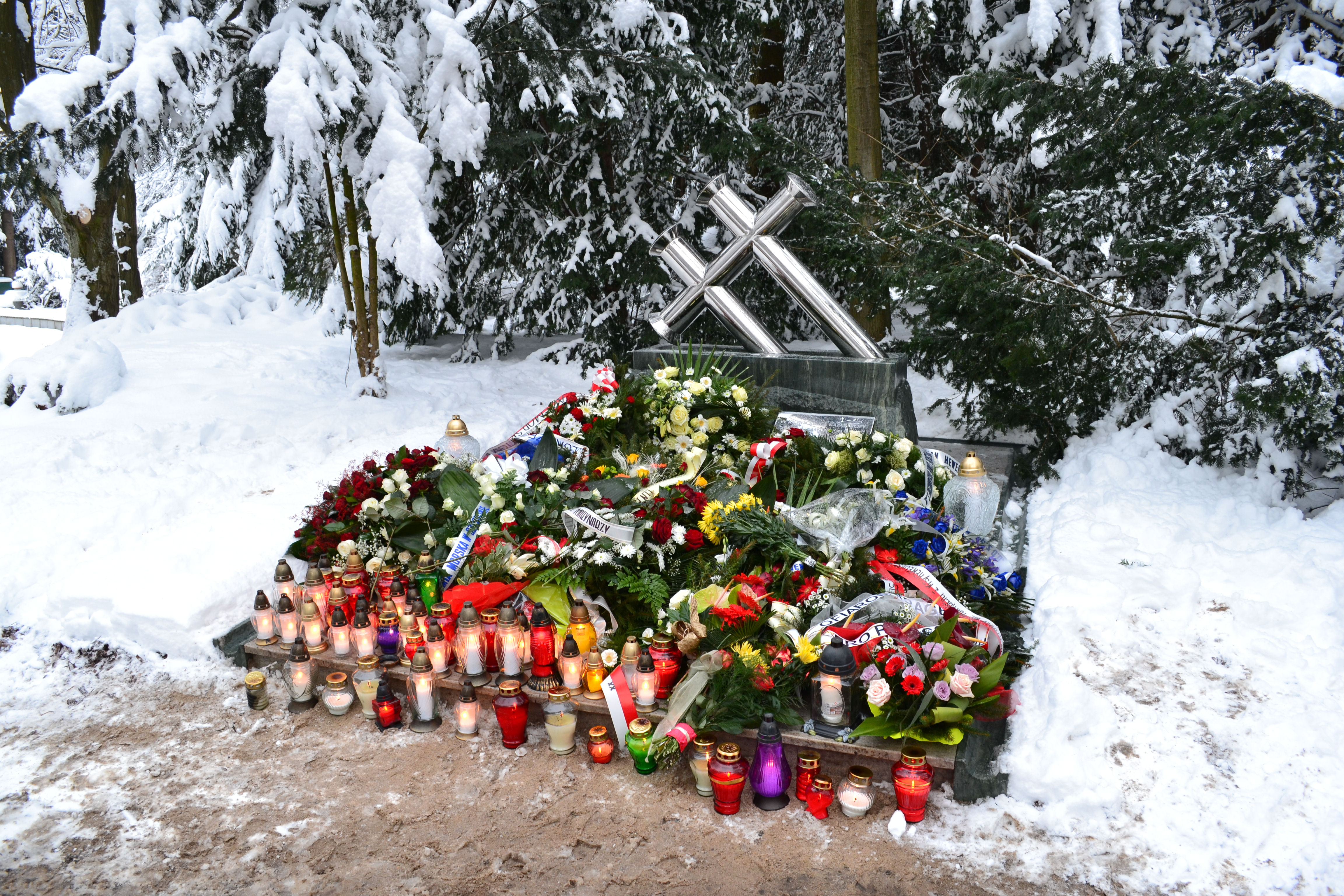
Mémorial aux victimes du Jan Heweliusz.

Le 13 janvier 1993 à 23 h 30, le Jan Heweliusz quitte le port de Świnoujście pour assurer sa traversée habituelle vers Ystad. Il transporte alors 63 personnes, répartis entre ses 29 membres d’équipage et 34 passagers, ainsi que 29 camions et 10 wagons.
À 3 h 28, le ferry signale un problème sur la cargaison. À 4 h 35, il s’incline de 30 degrés sur son flanc gauche. Le capitaine tente de faire route vers le cap Arkona afin d’y jeter l’ancre et fait préparer l’évacuation, tandis qu’un premier message de détresse est envoyé. 10 minutes plus tard, à 4 h 45, la gîte atteint 70 degrés. À 5 h 27, le navire disparaît des écrans radar après avoir envoyé un dernier Mayday. Lorsque les ferries Nieborow et Mikolaj Kopernik arrivent sur site, ils trouvent la coque retournée du Jan Heweliusz, qui finit par couler à 11 h. Seules 9 rescapés peuvent être secourus sur les 63 personnes présentes à bord.